# اغتيال كم جونغ نام
في 13 فبراير 2017، تم اغتيال كم جونغ نام، الأخ غير الشقيق الأكبر لزعيم كوريا الشمالية كيم جونغ أون، في مطار كوالالمبور الدولي بماليزيا. كان كيم جونغ نام يعيش في الخارج منذ نفيه من كوريا الشمالية عام 2003.
بعد زيارته لجزيرة لانكاوي السياحية، وصل كم جونغ نام إلى المبنى رقم 2 بالمطار قبل الساعة 9:00 صباحًا بقليل ليستقل رحلة جوية متجهة إلى ماكاو على متن طائرة تابعة لشركة طيران آسيا كانت مقررة عند الساعة 10:50 صباحًا. حوالي الساعة 9:00 صباحًا، قامت امرأتان برش غاز الأعصاب في إكس على وجهه، مما أدى إلى وفاته بعد 15 إلى 20 دقيقة أثناء نقله إلى المستشفى.
تم التعرف على المرأتين وهما ستي عائشة من إندونيسيا ودوان ثي هونغ من فيتنام. وُجهت إليهما تهمة قتل كم جونغ نام، لكن التهم أسقطت لاحقًا بعد اكتشاف أنهما تعرضتا للخداع واستخدامهما دون علمهما في عملية الاغتيال. ومع ذلك، أُدينت هونغ بتهمة مخففة وهي "التسبب عمدًا بإيذاء باستخدام أسلحة أو وسائل خطيرة" وحُكم عليها بالسجن لمدة ثلاث سنوات وأربعة أشهر. أُفرج عنها من السجن في 3 مايو 2019.
يُعتقد على نطاق واسع أن كيم جونغ نام قُتل بأوامر من كيم جونغ أون. وقد غادر أربعة مشتبه بهم من كوريا الشمالية، تبيّن لاحقًا أنهم جواسيس، المطار بعد فترة وجيزة من الاغتيال ووصلوا إلى بيونغيانغ دون القبض عليهم. تم اعتقال أفراد آخرين من كوريا الشمالية، لكن أُفرج عنهم دون توجيه أي تهم.

## الهجوم
وصل كم جونغ نام إلى ماليزيا في 6 فبراير 2017، وسافر إلى جزيرة لانكاوي السياحية في 8 فبراير. وفي 13 فبراير، حوالي الساعة 9:00 صباحًا، اقتربت منه امرأتان، إحداهما فيتنامية والأخرى إندونيسية، ورشتا على وجهه غاز الأعصاب في إكس قرب كشك تسجيل الوصول في المستوى الثالث، صالة المغادرة بمبنى KLIA2 في مطار كوالالمبور الدولي، أثناء انتظاره رحلة جوية إلى ماكاو على متن طائرة من شركة طيران آسيا المقررة في الساعة 10:50 صباحًا. يُعد غاز في إكس سلاحًا كيميائيًا محظورًا بموجب معاهدة حظر الأسلحة الكيميائية لعام 1993، إلا أن كوريا الشمالية، التي لم تصادق على الاتفاقية، يعتقد أنها تمتلك مخزونًا منه.
أفادت الشرطة الماليزية أن كم أبلغ موظف الاستقبال في المطار قائلاً إن "شخصًا أمسك به من الخلف ورش سائلاً على وجهه"، وأضاف أن امرأة "غطت وجهه بقطعة قماش مبللة بمادة سائلة".
تم تزويد كم بجهاز إنعاش مثبت على وجهه، ونُقل على نقالة عبر المطار وصولًا إلى سيارة إسعاف. قُدم له العلاج في عيادة "منارة ميديكال" بالمطار من قبل الممرضة ربيعة العدوية محمد صوفي والطبيب نيك محمد أذرول عارف راجا أزلان، اللذين شهدا لاحقًا أنه كان يتعرق ويعاني من الألم وفاقدًا للوعي. تلقى كيم جرعة 1 ملغ من الأتروبين بالإضافة إلى الأدرينالين، كما أُجريت له عملية تنبيب القصبة الهوائية. توفي بعد 15 إلى 20 دقيقة من الهجوم أثناء نقله من المطار إلى مستشفى بوتراجاي.
نظرًا لسفره باسم مستعار "كم تشول"، لم تتمكن السلطات الماليزية من تأكيد هويته رسميًا على الفور. كان كم يستخدم هذا الاسم بشكل متكرر على فيسبوك منذ عام 2010 على الأقل، بالإضافة لاستخدامه خدمات بريد إلكتروني تجارية، مما قد يكون قد سهل على عملاء كوريا الشمالية تتبع مكانه وتحركاته. وقت وفاته، كان يحمل في حقيبته حوالي 100,000 دولار نقدًا، كما كان بحوزته أربعة جوازات سفر كورية شمالية جميعها باسم كم تشول.
في 15 فبراير، ألقت الشرطة الماليزية القبض على دوان ثي هونغ، وهي امرأة فيتنامية تبلغ من العمر 28 عامًا، في مطار كوالالمبور الدولي بتهمة تورطها في الهجوم، بعد التعرف عليها من خلال لقطات كاميرات المراقبة. وفي 16 فبراير، تم اعتقال ستي عائشة، وهي امرأة إندونيسية تبلغ من العمر 25 عامًا، بعد التعرف عليها كمشتبه بها ثانية. كما تم القبض على صديقها محمد فريد بن جلال الدين، وهو ماليزي يبلغ من العمر 26 عامًا، للمساعدة في التحقيق.
صرحت هونغ للشرطة بأنها تلقت تعليمات من أربعة رجال كانوا يرافقونهن برش كم بسائل غير معروف، بينما قامت عائشة بتغطية وجهه بمنديل كجزء من "مقلب". أظهرت كاميرات المراقبة أن هونغ وعائشة هرعتا إلى دورات مياه منفصلة بعد تنفيذ الهجوم، ثم توجهتا إلى موقف سيارات الأجرة بالمطار. وغادرت هونغ المطار بسيارة أجرة حوالي الساعة 9:30 صباحًا، لكنها عادت بعد ذلك بحثًا عن الرجال الذين اختفوا، فقررت العودة إلى المطار.
وفي 17 فبراير، ألقت الشرطة القبض على رجل كوري شمالي يدعى ري جونغ تشول، البالغ من العمر 46 عامًا، والذي كان يعمل في مجال تكنولوجيا المعلومات لدى شركة "تومبو إنتربرايز" ويعيش في ماليزيا.

## روابط خارجية
- "الدكتاتور القاتل في كوريا الشمالية". Frontline. موسم 36. حلقة 2. 4 أكتوبر 2017. بي بي إس. WGBH. مؤرشف من الأصل في 2024-12-05. اطلع عليه بتاريخ 2024-11-29.